# Кожевников, Алексей Александрович
Алексе́й Алекса́ндрович Коже́вников (28 января 1933, Ленинград, СССР — 6 сентября 1986, там же) — советский киноактёр, заслуженный артист РСФСР (1980).

## Биография
Родился в Ленинграде. Сниматься в кино начал в студенческие годы, когда учился в Ленинградском военно-механическом институте. Впервые снялся в ленте Михаила Калатозова «Первый эшелон» (1955) про освоение целины молодыми комсомольцами, где сыграл роль Вали Солнцева. Также эта картина стала первой для Олега Ефремова и Татьяны Дорониной.
В 1957—1959 годах был задействован на съёмках фильма Николая Розанцева «На острове Дальнем...», драме Татьяны Лукашевич «Они встретились в пути», киноповести Сергея Сиделёва «Повесть о молодожёнах».
В 1959 году снялся у Юрия Чулюкина в комедии «Неподдающиеся» в роли Вити Громобоева. Эта роль принесла ему славу и сделала популярным актёром. После этого Алексей Кожевников уволился с завода, где он работал инженером-конструктором, и перешёл на киностудию «Ленфильм», где стал её штатным актёром.
В 1960-х годах снялся во многих фильмах, в основном играя роли второго плана. В 1962 году в кинопрокат вышел фильм «Королева бензоколонки», где Кожевников сыграл одну из своих самых ярких ролей. Здесь, как и в кинокартине «Неподдающиеся», его партнёрами были Юрий Белов и Надежда Румянцева.
В 1970-х годах много снимался, но чаще всего фильмы не имели особой популярности. Последней картиной актёра стал фильм "Джек Восьмёркин — «американец» (1986), который вышел в свет уже после его смерти.
Помимо актёрской деятельности работал актёром озвучания в кино, занимаясь дублированием советских и иностранных актёров.
С начала 1970-х годов состоял в фактическом браке с актрисой Людмилой Ксенофонтовой.
Скончался в субботу, 6 сентября 1986 года на 54-м году жизни. Причинами смерти Кожевникова стал резкий скачок артериального давления и то, что машина скорой помощи долго ехала к артисту, находившемуся на даче друзей. Похоронен в Ленинграде на Большеохтинском кладбище.

## Фильмография
1. 1955 — Первый эшелон — Валя Солнцев
2. 1957 — На острове Дальнем… — эпизод
3. 1957 — Повесть о молодожёнах — комсомолец, который конспектирует речь комсорга (нет в титрах)
4. 1958 — Они встретились в пути — Костя Вавилов
5. 1959 — Невские мелодии — Алексей
6. 1959 — Неподдающиеся — Виктор Громобоев
7. 1960 — Люблю тебя, жизнь («Верность») — снабженец Женя Сухоруков
8. 1960 — Победитель (короткометражный)
9. 1960 — Яша Топорков — Петя
10. 1960 — Осторожно, бабушка! — читатель библиотеки (нет в титрах)
11. 1961 — Полосатый рейс — радист теплохода «Евгений Онегин»
12. 1961 — Радость моя — Борис
13. 1962 — Грешный ангел — Кирилл Петрович Заречный, бывший уголовник Кирюша
14. 1962 — Душа зовёт (короткометражный) — Костя, рабочий
15. 1962 — Королева бензоколонки — Тарас Шпичка, киномеханик
16. 1964 — Ноль три — Роберт, санитар
17. 1964 — Возвращённая музыка — Кирилл Радзинский, математик, приятель Александра Гурова
18. 1964 — Донская повесть — музыкант (нет в титрах)
19. 1964 — Зайчик — Игорь Александрович Ромашин, молодой врач-психиатр
20. 1965 — Урок (короткометражный)
21. 1966 — Два билета на дневной сеанс — Андреев, сотрудник ОБХСС, капитан милиции
22. 1966 — Начальник Чукотки — комиссар
23. 1966 — День приезда - день отъезда (короткометражный) — Марков
24. 1967 — Личная жизнь Кузяева Валентина — тележурналист
25. 1968 — Живой труп — музыкант, приятель Феди
26. 1968 — Удар! Ещё удар! — Мотя, однокурсник Сергея Таманцева
27. 1969 — Завтра, третьего апреля… — папа Маши Гавриковой
28. 1969 — На пути в Берлин — дежурный, капитан Борис Никитин (в титрах указан как Л. Кожевников)
29. 1969 — Невероятный Иегудиил Хламида — Рогожин
30. 1969 — Пятеро с неба — штурмбаннфюрер СС Вилькельштейн
31. 1970 — Любовь Яровая — Колосов, подпольщик
32. 1970 — Семь невест ефрейтора Збруева — капитан, военный комендант аэропорта (в титрах указан как В. Кожевников)
33. 1970 — Ночная смена — Герасимов, водитель (в титрах указан как Л. Кожевников)
34. 1970 — Взрывники — бухгалтер
35. 1970 — Угол падения — Вадим Илларионович Лужанин
36. 1970 — Ференц Лист. Грёзы любви (СССР, Венгрия) — русский композитор, поклонник композитора Листа (нет в титрах)
37. 1971 — Держись за облака (Венгрия, СССР) — белый офицер
38. 1971 — Прощание с Петербургом — поручик Севостьянов
39. 1971 — Ход белой королевы — Ремизкин, корреспондент газеты
40. 1972 — Двенадцать месяцев — посол западной державы
41. 1972 — Семнадцатый трансатлантический — кок
42. 1972 — Круг — капитан милиции Андреев
43. 1973 — Дверь без замка — Кравченко
44. 1973 — Исполняющий обязанности — рабочий на стройке кафе
45. 1973 — Товарищ бригада — Харитон Езерский, член бригады Беседина
46. 1973 — Цемент — Пепло, секретарь председателя исполкома
47. 1973 — Игра — доктор Алексей
48. 1974 — Одиножды один — тамада на свадьбе
49. 1974 — Помни имя своё — эпизод (нет в титрах)
50. 1975 — Воздухоплаватель — юрист Травин
51. 1975 — Звезда пленительного счастья — Пафнутий, слуга Цейдлера
52. 1975 — Надёжный человек — Игорь Александрович Сомолец, учёный, специалист по нефти
53. 1975 — Рождённая революцией — Фомичёв (6 серия «Экзамен»)
54. 1976 — Место спринтера вакантно — Матвеев
55. 1976 — Строговы — инженер
56. 1976 — Театральные истории (короткометражный) — «Флейта»
57. 1976 — Обычный месяц — Александр Сапреев, токарь бригады Алёхина, (озвучил Михаил Иванов)
58. 1977 — Открытая книга — Красиков
59. 1977 — Собака на сене — Леонидо, слуга графа Федерико
60. 1977 — Девочка, хочешь сниматься в кино? — администратор съёмочной группы
61. 1977 — Стоит ли торопиться? (короткометражный)
62. 1978 — Алмазная тропа — член Учёного совета, роль озвучил другой актёр (нет в титрах)
63. 1979 — Вернёмся осенью — Макс, друг Богуславского
64. 1979 — Инженер Графтио — инженер Бобров
65. 1979 — Киевские встречи — эпизод (новелла «Затяжной прыжок»)
66. 1979 — Летние гастроли — директор балета
67. 1979 — Незнакомка — трактирщик/муж Нины
68. 1979 — Пани Мария — парикмахер Игнат Бельский
69. 1980 — Государственная граница. Мы наш, мы новый… — вернувшийся эмигрант
70. 1980 — Крутой поворот — Егор Алексеевич Егоров, сосед Носова
71. 1980 — Личной безопасности не гарантирую… — Служка
72. 1980 — Приключения Шерлока Холмса и доктора Ватсона — мистер Меррей
73. 1980 — Служа Отечеству — секундант
74. 1980 — Лес — пианист
75. 1980 — Только в мюзик-холле — Анатолий, отец Ванадия (нет в титрах)
76. 1981 — Девушка и Гранд — аукционист
77. 1981 — Это было за Нарвской заставой — трактирщик Аполлинарий
78. 1981 — Любовь моя – революция — русский солдат
79. 1981 — Наше призвание — Папанька, отец Коли Гудкова
80. 1981 — Вот такая музыка — Коробов, учитель литературы, руководитель сельского драмкружка
81. 1982 — В старых ритмах — Кошкин, сотрудник угрозыска
82. 1982 — Не ждали, не гадали! — пенсионер на лавочке, постоянно занимается гимнастикой
83. 1983 — Бастион — Дорер, меньшевик, из дворян
84. 1983 — Водитель автобуса — фотограф
85. 1983 — Дублёр начинает действовать — заказчик
86. 1983 — Средь бела дня… — муж свидетельницы
87. 1984 — Невероятное пари, или Истинное происшествие, благополучно завершившееся сто лет назад — Пётр Петрович Стрижин
88. 1984 — Челюскинцы — Зверев
89. 1985 — Тётя Маруся — жилец дома
90. 1986 — Исключения без правил — Голубев, инженер из бригады Валюшина (новелла «Голос»)
91. 1986 — Я вожатый форпоста — Папанька, отец Коли Гудкова
92. 1987 — Джек Восьмёркин — «американец» — поэт
93. 2000 — Воспоминания о Шерлоке Холмсе — мистер Меррей

### Телеспектакли
1. 1968 — Аглая — эпизод
2. 1974 — Два клёна — сказочник
3. 1982 — Моя любовь — Революция — русский солдат
4. 1983 — Семь крестиков в записной книжке — инспектор полиции
5. 1985 — День на двоих
6. 1985 — Рейс 8585 — эпизод
7. 1985 — Сказочное путешествие мистера Бильбо Беггинса Хоббита — гном Балин